# Peribaea pulla
Peribaea pulla är en tvåvingeart som beskrevs av Louis-Paul Mesnil 1977. Peribaea pulla ingår i släktet Peribaea och familjen parasitflugor.
Artens utbredningsområde är Madagaskar. Inga underarter finns listade i Catalogue of Life.